# برنامه حقوق بازنشستگی کانادا
طرح بازنشستگی کانادا (CPP) برنامه بیمه اجتماعی وابسته به درآمد از طریق کمک قبلی متقاضی است. این یکی از دو جزء اصلی سیستم درآمد بازنشستگی عمومی کانادا می‌باشد. جزء دیگر امنیت سنین بالا(OAS)است. دیگر بخش‌های سیستم بازنشستگی کانادا بازنشستگی خصوصی، یا با حمایت کارفرما یا ازتعلیق مالیات پس انداز فردی که در کانادا در قالب یک طرح ثبت‌شده پس انداز بازنشستگی(RRSP) هستند. تا ۳۱ مارچ ۲۰۱۶، هیئت مدیره صندوق سرمایه گذاری CPP مدیریت بیش از ۲۷۸,۰۰۰,۰۰۰,۰۰۰$C  دارایی های سرمایه گذاری برای طرح بازنشستگی کانادا CPP به نمایندگی از هجده میلیون کانادایی را در اختیار دارند که آن صندوق را در میان ده بزرگترین صندوق های ثروت ملی در جهان قرار میدهد..

## تعریف و شیوه اجرا
برنامه CPP همه کانادایی های  ۱۸ ساله و بالاتر مشغول به کار را موظف به پرداخت بخشی از درآمد خود به این  برنامه بازنشستگی که در سراسر کشور اجرا می شود میکند.هنگامی که مشارکت کننده  به سن بازنشستگی ۶۵ سال  می رسد، CPP به طور منظم  از محل سود سرمایه گذاری صندوق بازنشستگی معادل  ۲۵ درصد از کل درآمد در طول کل عمر فرد  از سن ۱۸ تا ۶۵ سالگی را به دلار ثابت پرداخت میکند.